# Richard Roland Holst
Richard Nicolaüs (Rik) Roland Holst (Amsterdam, 4 december 1868 – Bloemendaal, 31 december 1938) was een Nederlandse beeldend kunstenaar: schilder, tekenaar, lithograaf, boekbandontwerper, etser, houtsnijder, glazenier en schrijver.

## Levensloop
Hij werd geboren als zoon van Adriaan Roland Holst, fabrikant en assuradeur, en Sabina Posthumus. De dichter Adriaan Roland Holst was een oomzegger van Richard. Rik - zijn roepnaam - Roland Holst studeerde van 1885 tot 1890 aan de Rijksacademie voor Beeldende Kunsten te Amsterdam. Vanaf 1918 was hij er docent en van 1926 tot 1934 directeur.
Hij trad op 16 januari 1896 in het huwelijk met de bekende dichteres en revolutionair Henriette van der Schalk. Dit huwelijk bleef kinderloos.

## Werk
Richard Roland Holst onderging de invloed van William Morris. Hij kende de kunst in de eerste plaats een ideële, dienende taak toe en legde vooral de nadruk op ambachtelijke zuiverheid en schone vorm. Daarbij hechtte hij grote waarde aan samenwerking tussen kunstenaars (uit verschillende "disciplines"). Om die reden wordt hij wel een gemeenschapskunstenaar genoemd. Hij was een vriend van Herman Gorter en werd overtuigd socialist.
Hij maakte houtsneden, ontwierp affiches, deed de typografische vormgeving van de dichtbundel “Sonnetten en verzen in terzinen geschreven” van Henriette Roland Holst en maakte muurschilderingen in de Beurs van Berlage, het kantoor van de Algemeene Nederlandse Diamantbewerkersbond de 'Burcht van Berlage' en het gebouw van de Hoge Raad in Den Haag.
Later maakte hij ook glas-in-loodramen, onder andere voor het Amsterdamse stadhuis, de Domkerk en het hoofdpostkantoor op de Neude, beide te Utrecht. Hij was ook boekbandontwerper.

## Beeld
Roland Holst staat afgebeeld op een beeldhouwwerk op de brug van de Parnassusweg over het Zuider Amstelkanaal in Amsterdam. Hij figureert daar met palet en penseel, tezamen met architect H.P. Berlage en beeldhouwer Joseph Mendes da Costa. Stadsbeeldhouwer Hildo Krop maakte het beeld in 1940-1941 maar het mocht van de Duitse bezetter niet worden geplaatst. Het werd uiteindelijk onthuld op 17 april 1957.

## Galerij

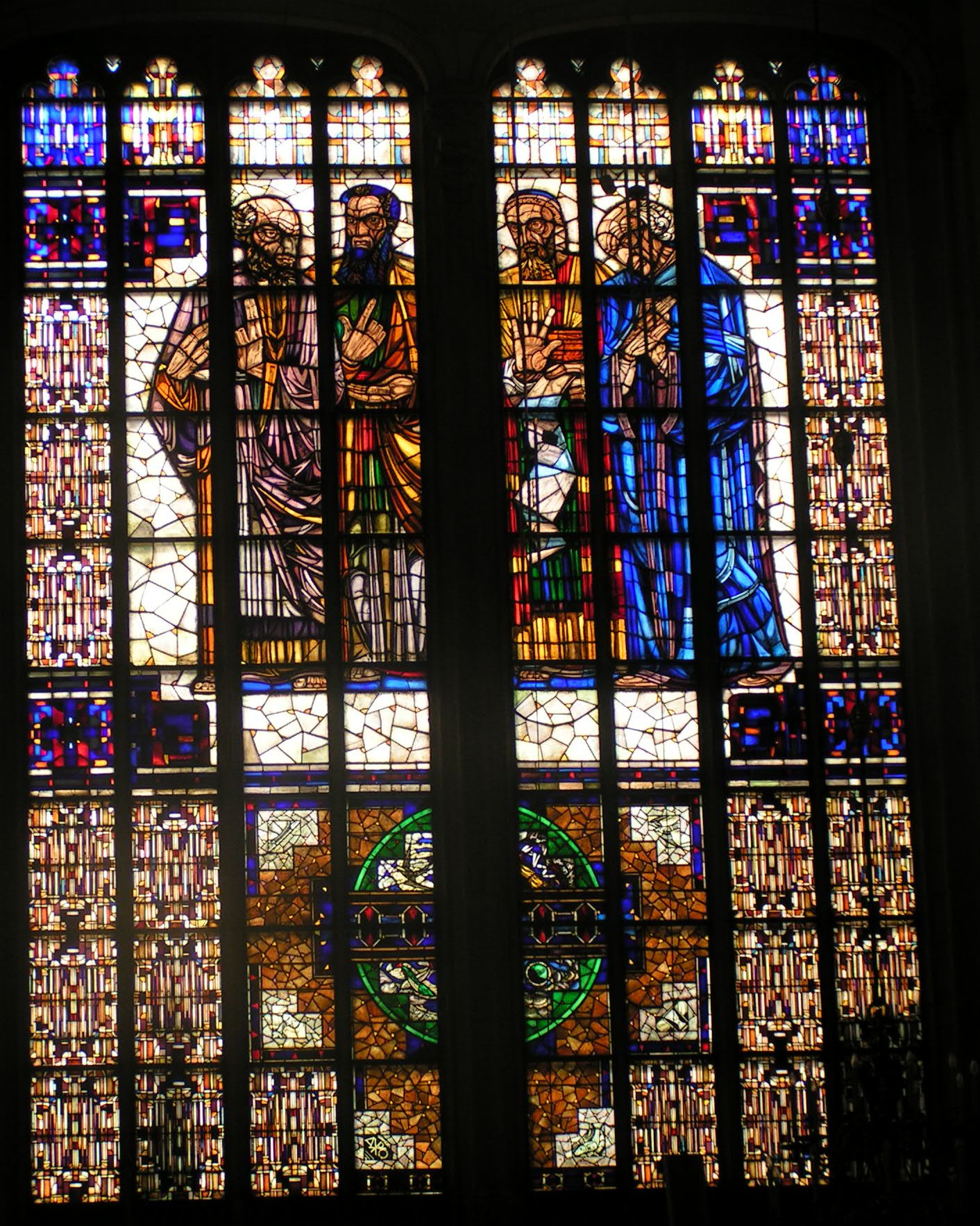
Glas-in-loodramen in de Dom van Utrecht
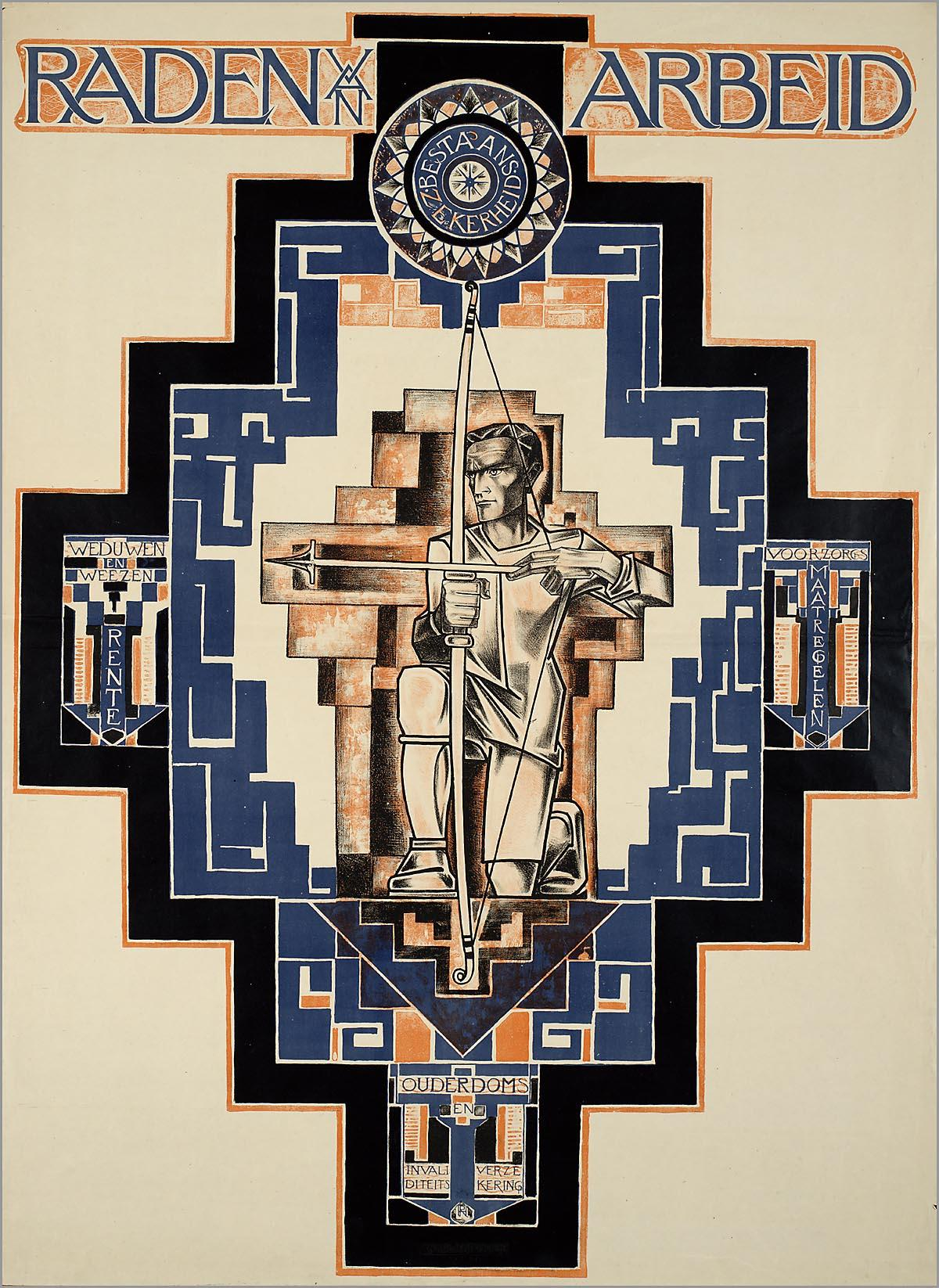
Affiche voor de "Raden van Arbeid", 1920
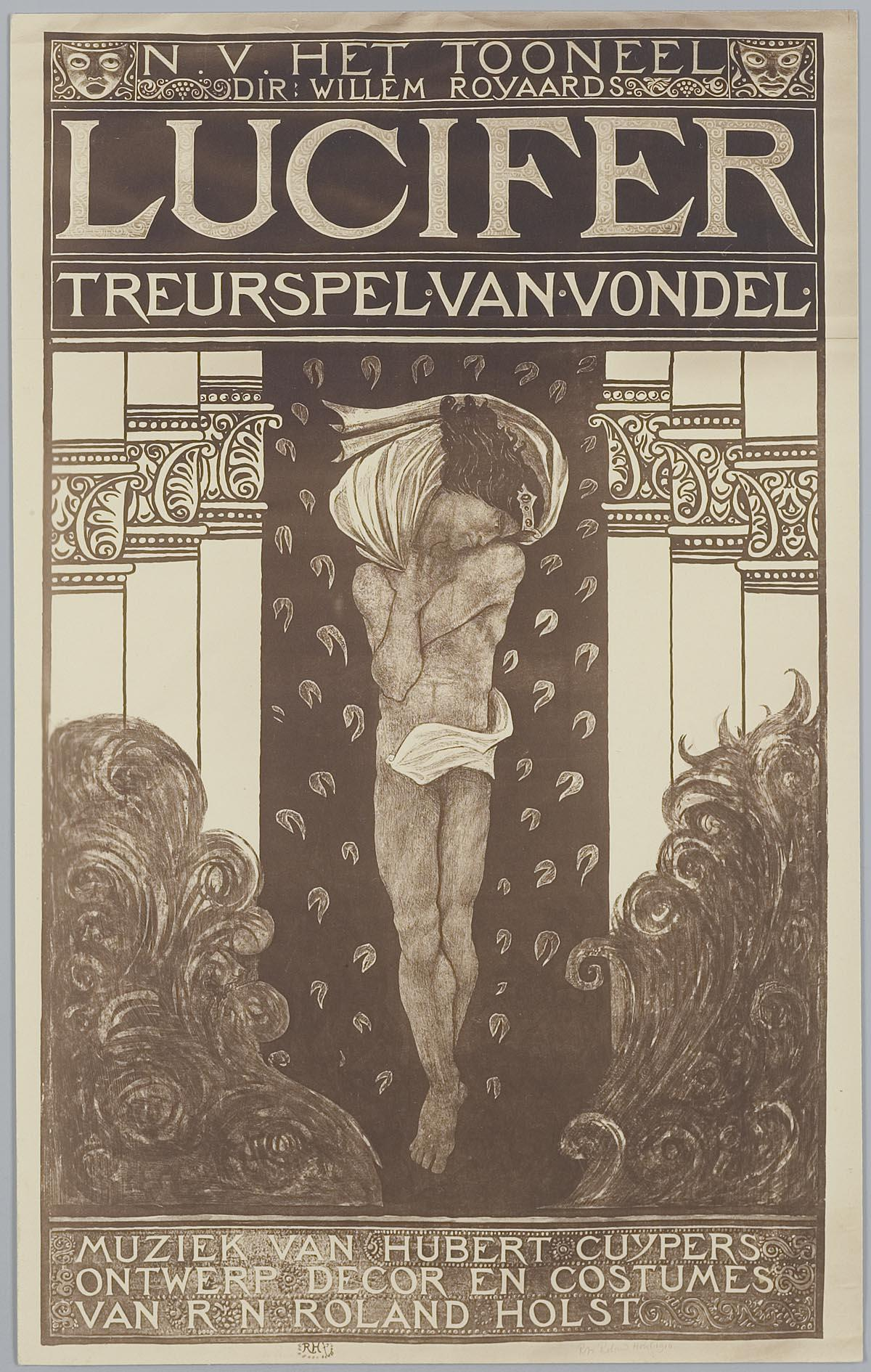
Affiche voor Lucifer
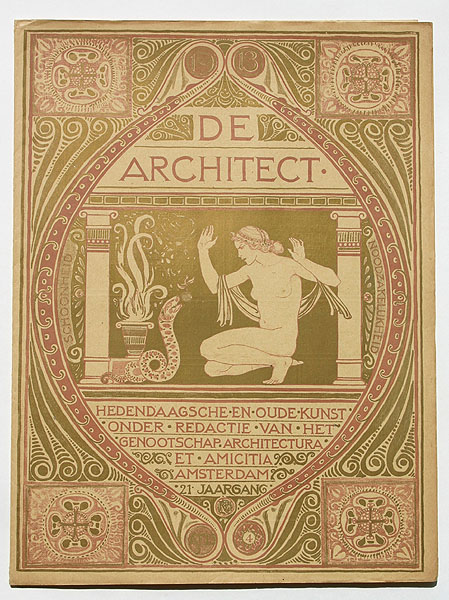
Omslag van het blad De architect
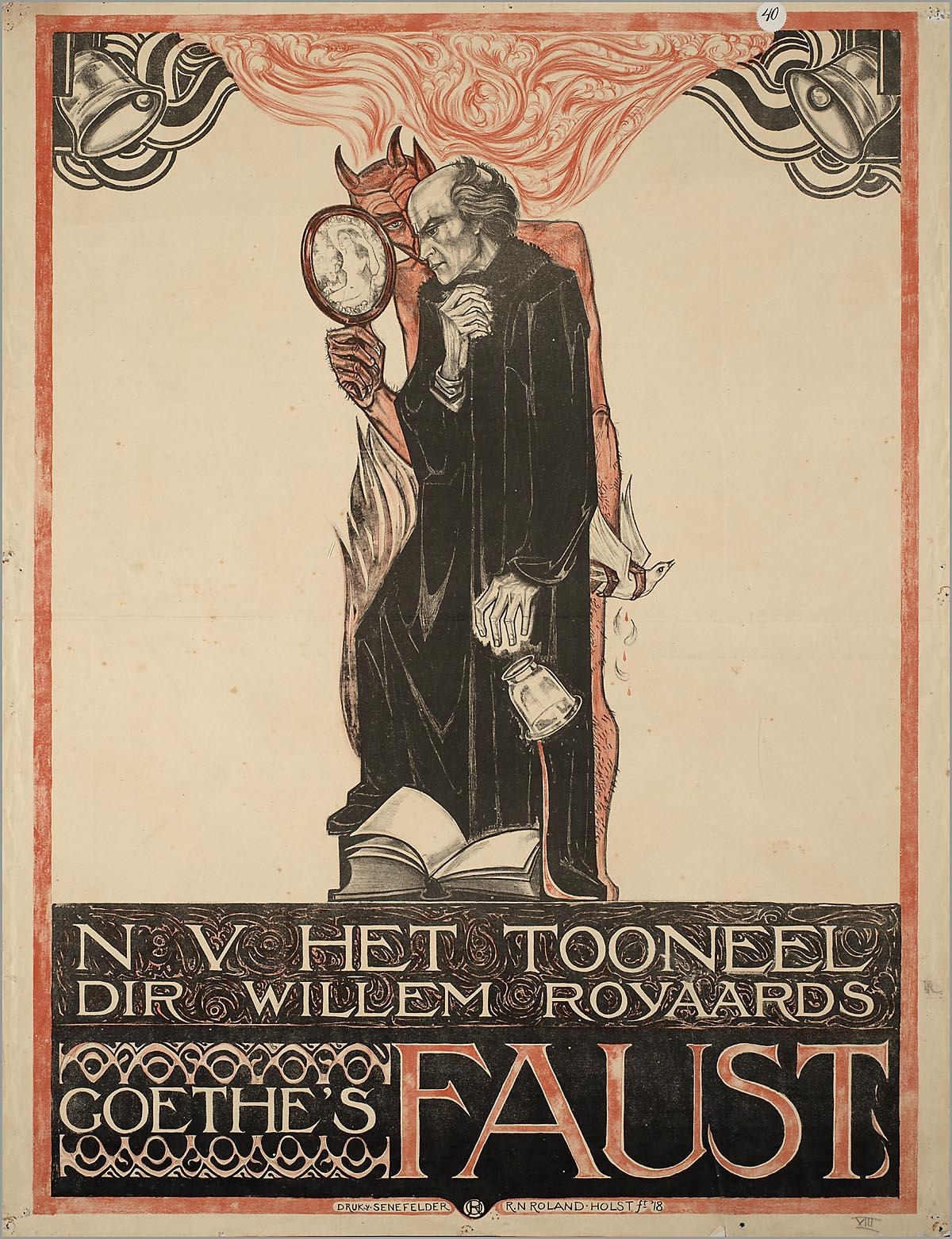
Affiche voor Goethe's Faust
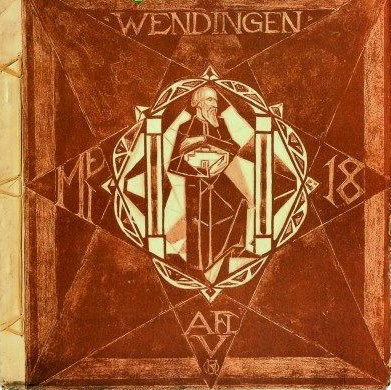
Titelblad van het tijdschrift Wendingen
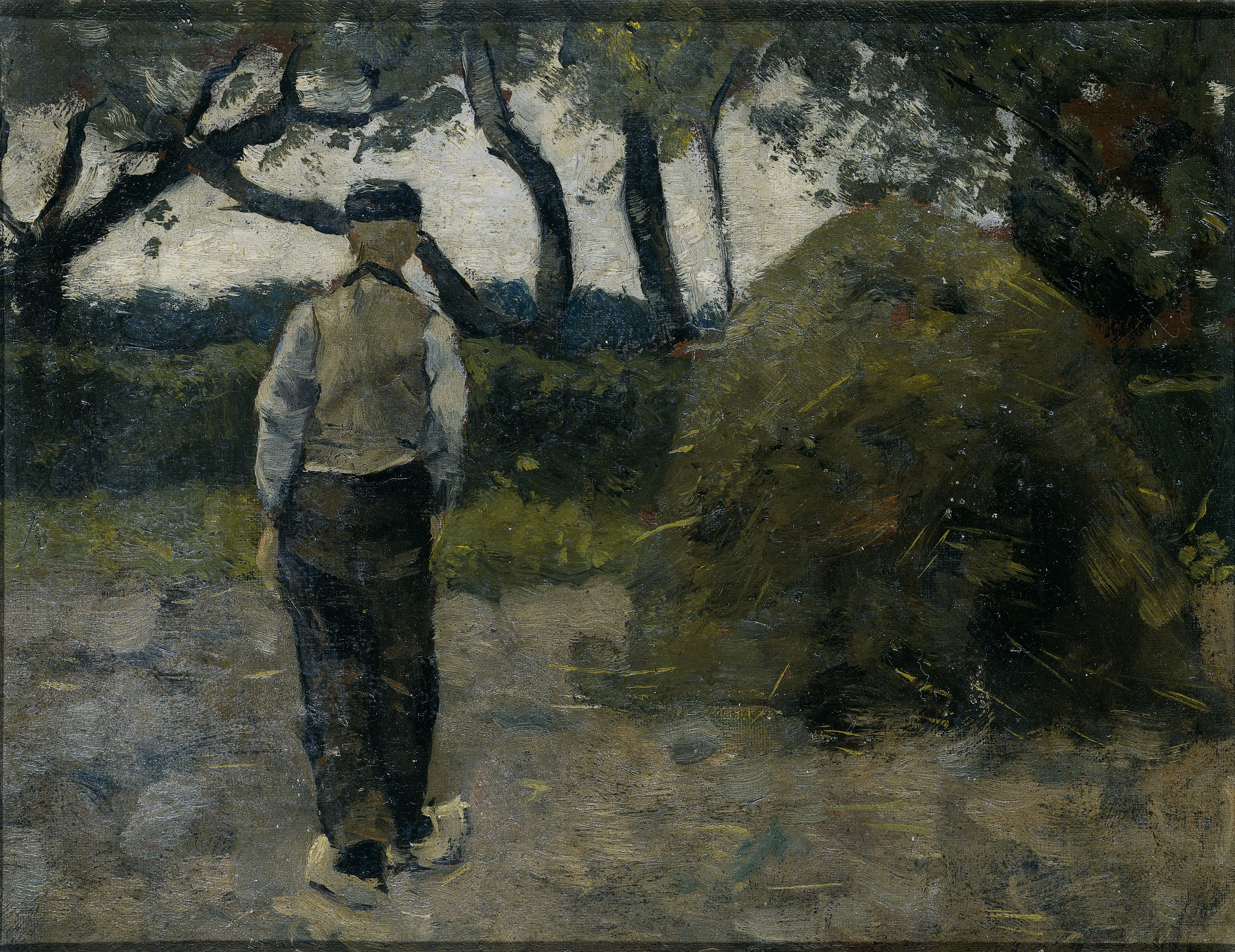
Boer bij een hooischelf, 1889
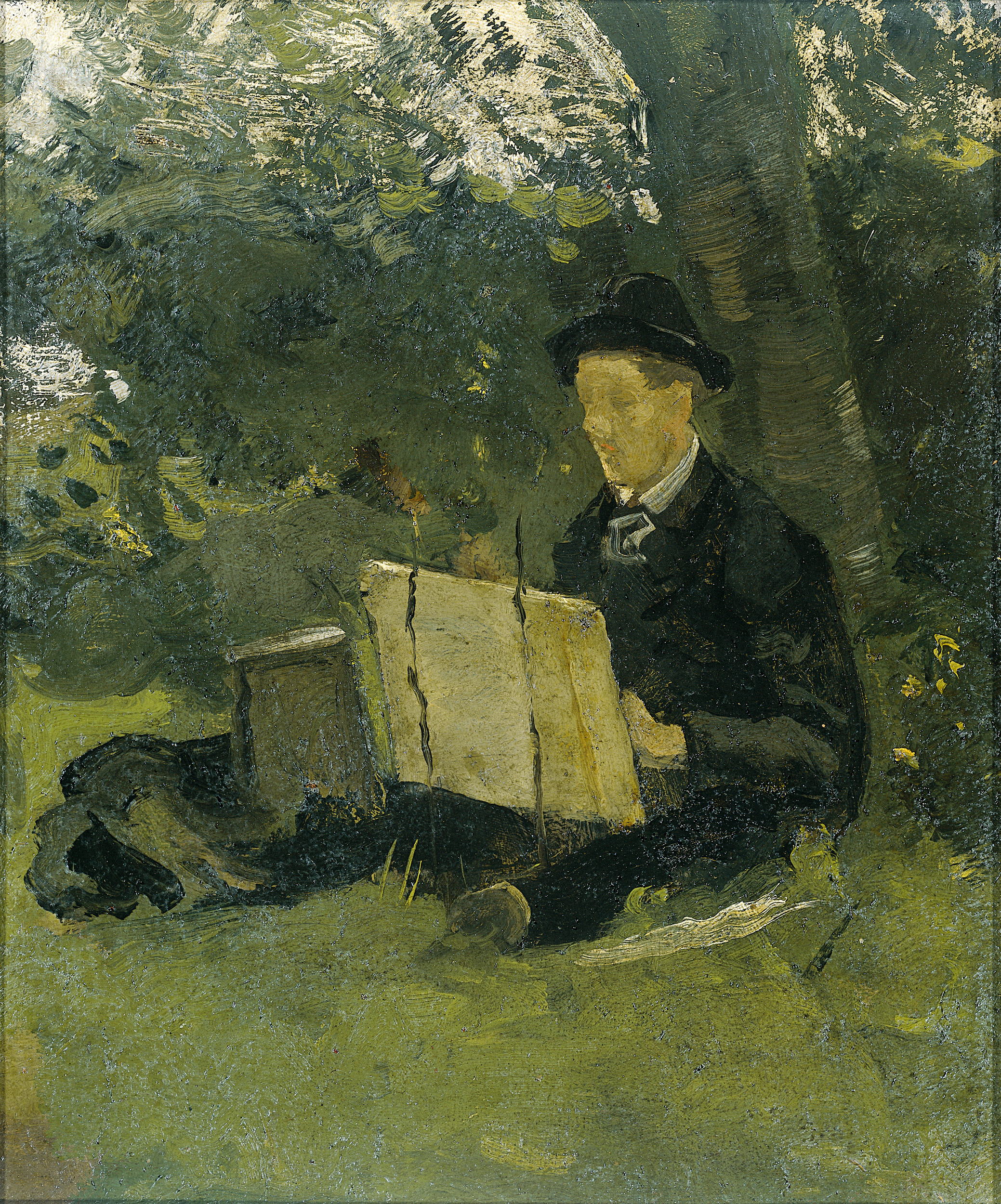
Jan Verkade schilderend onder een boom, 1891
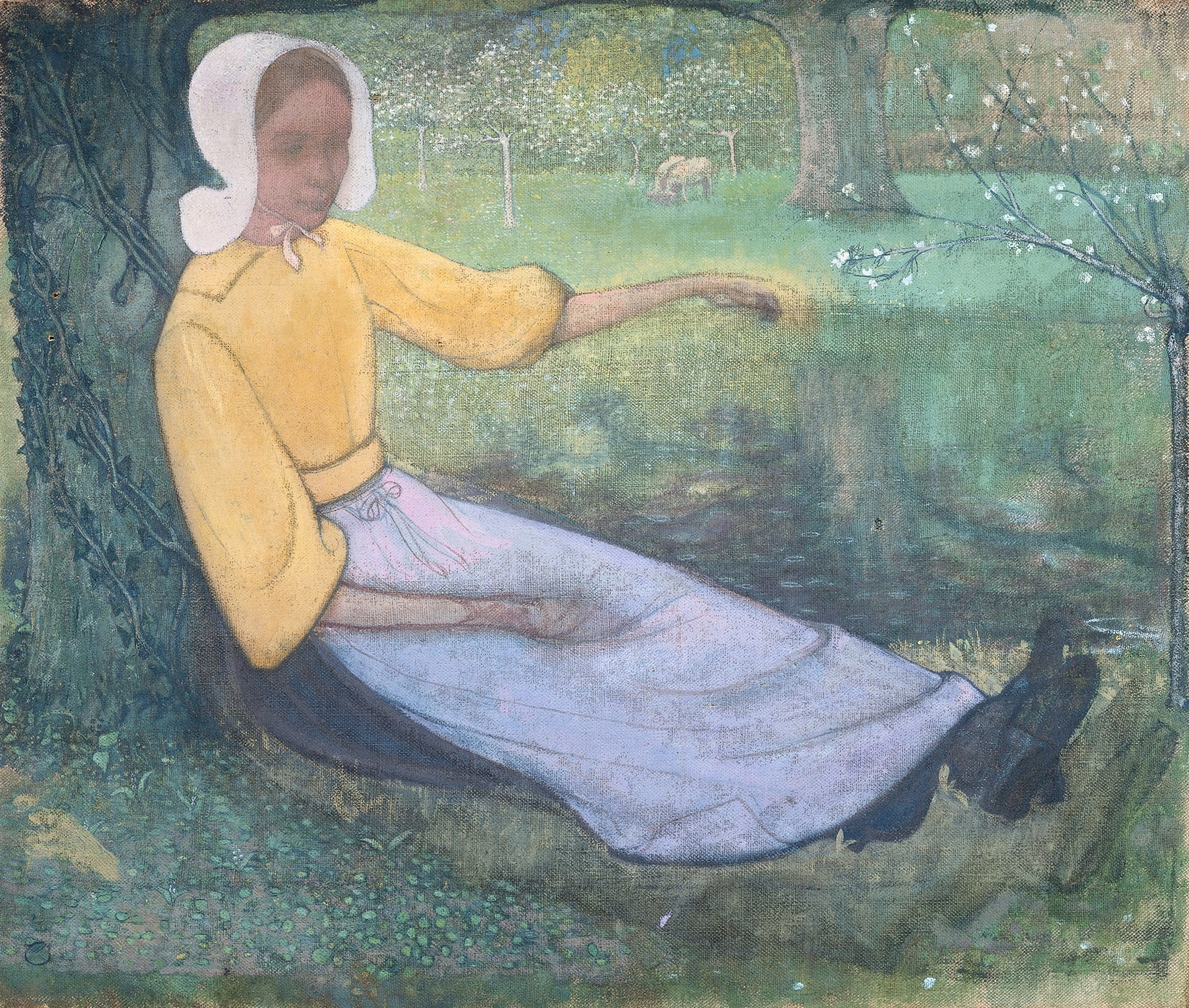
Huizer meisje onder een boom, 1892-1893
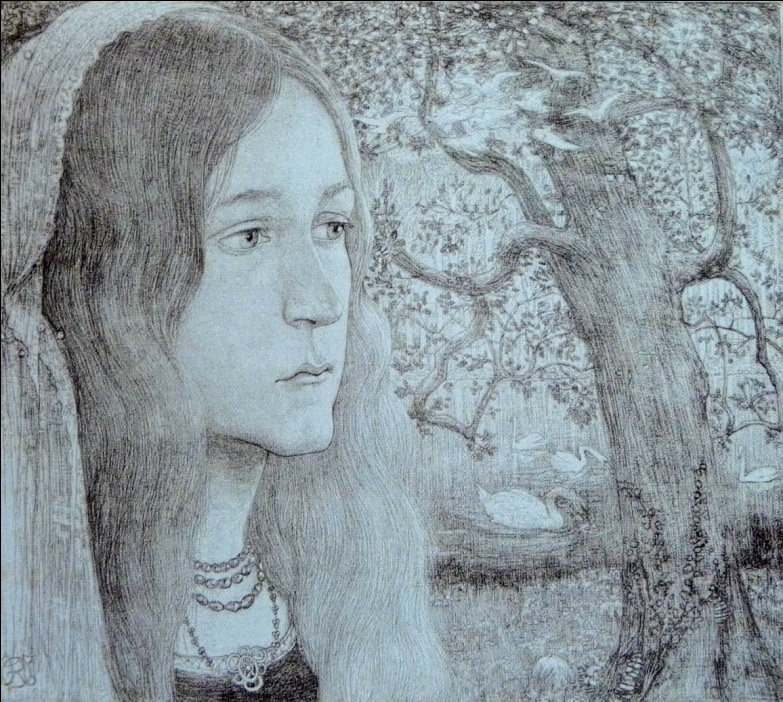
Helga's intrede, 1894
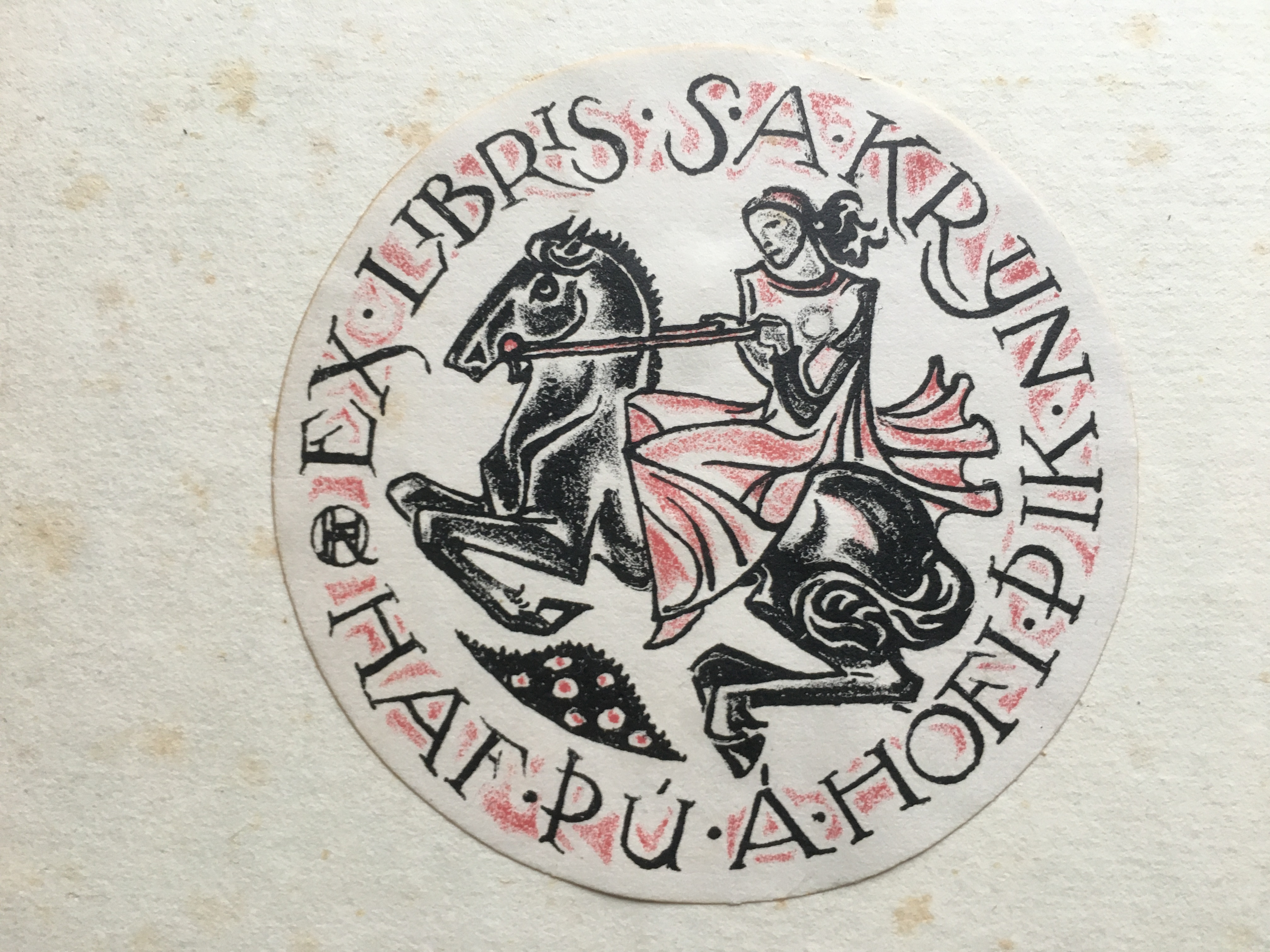
Ex libris S.A. Krijn door Nicolaas Roland Holst

## Werk in openbare collecties (selectie)
- Rijksmuseum Amsterdam, Amsterdam[2]

## Publicaties
- George Hendrik Breitner, Architectura, 27e jaargang, 16 juni 1923, nummer 22, p. 117.[3]
- Overpeinzingen van een bramenzoeker (1923) (9e druk 1989, Rotterdam : Donker, ingeleid door Michaël Zeeman, ISBN 90-6100-322-9)
- De ontwikkeling en verwezenlijking der architecturale gedachte in Holland, Architectura, 28e jaargang, 16 en 23 februari 1924, nummer 4 en 5, pp. 15–24.[4]
- Over kunst en kunstenaars (2 dln., 1923 & 1928) Amsterdam : Meulenhoff
- Chassériau et Puvis de Chavannes (1928), Amsterdam : H.J. Paris
- In en buiten het tij. Nagelaten beschouwingen en herdenkingen (1940; met een inleiding door Henriette Roland Holst), Amsterdam : Meulenhoff